# Мордовцев, Геннадий Михайлович
Генна́дий Миха́йлович Мордо́вцев (1919—1945, концентрационный лагерь Маутхаузен, Австрия) — советский военный лётчик, капитан, участник Второй мировой войны. За проявленный героизм во время Сталинградской битвы был представлен к званию Героя Советского Союза. Представление о присвоении звания было отклонено в связи с пленением.
Один из активных участников подготовки восстания заключённых «блока смерти» немецкого концентрационного лагеря Маутхаузен 2—3 февраля 1945 года; погиб до начала восстания.

## Биография
В 1937 году окончил 10 классов детской трудовой колонии «Бодрая жизнь» и поступил в Московский авиационный институт, откуда вскоре перевёлся в лётное училище. Лётчик-штурмовик, командир эскадрильи, участник Второй мировой войны с июня 1941 года. Воевал на Северном Кавказе, под Ростовом и Сталинградом.
За проявленный героизм в Сталинградской битве был представлен к званию Героя Советского Союза. 29 сентября 1943 года после успешного выполнения боевого задания самолёт Мордовцева был подбит, сам он был ранен и попал в плен. Представление о присвоении звания Героя Советского Союза было отклонено в связи с пленением.
Дважды бежал из плена, оба раза был пойман. Будучи заключённым «блока смерти», стал одним из активных участников подготовки восстания заключённых в концентрационном лагере «Маутхаузен» в ночь со 2 на 3 февраля 1945 года. Был замечен охраной в излишней активности и убит (сброшен заживо в канализационный колодец) ещё до начала восстания.
Подробности жизни и смерти Мордовцева в «Маутхаузене» стали известны благодаря его выжившему однополчанину и солагернику, тоже заключённому «блока смерти» концлагеря «Маутхаузен», Ивану Битюкову.

## Награды
- Орден Красного Знамени (28.09.1942)[3]
- Орден Красного Знамени (05.05.1943, первоначально представлен к званию Героя Советского Союза)[1]
- Орден Красной Звезды (10.12.1942)[4]

## Цитаты
Сергей Смирнов, «Рассказы о неизвестных героях» (1963):
Лётчика Ивана Битюкова доставили в Маутхаузен в первых числах января. Он прошёл через обычные избиения и пытки в «политабтайлунге» и через ледяной душ. Но когда лагерный парикмахер, чех по национальности, простригал ему на голове дорожку, два эсэсовца, сопровождавших смертника, на минуту отлучились из комнаты. И тогда парикмахер, нагнувшись к уху Битюкова, проговорил:
— Передай там, в двадцатом... Надо скорее бежать. Вас всех собираются скоро уничтожить... Они просили план лагеря... Мы  пошлём  его...  Ищите  на днищах бачков, когда вам приносят баланду.
В это время эсэсовцы вернулись, и больше  ничего  парикмахер  не  успел сказать.
В самом деле, узникам блока смерти надо было торопиться. Фронт постепенно приближался к Австрии и с востока и с запада, и было ясно, что как только возникнет непосредственная опасность освобождения Маутхаузена, эсэсовцы, может быть, постараются уничтожить всех  пленных, содержащихся в лагере, но уж, конечно, в первую очередь смертников двадцатого блока. Вероятно, Власов, Исупов и их товарищи по подпольному штабу понимали, восстание следует осуществить как можно скорее.
Когда Иван Битюков попал в блок смерти, он увидел немало лётчиков, с которыми его сводила судьба в других гитлеровских лагерях, где ему довелось побывать до этого, и даже встретил одного своего друга и прежнего сослуживца, капитана  Геннадия Мордовцева. Он передал Мордовцеву всё сказанное чехом-парикмахером, а тот сообщил эту новость руководителям подпольного штаба и взялся сам добыть план. С тех пор каждый раз, как только во время раздачи баланды блоковой предлагал добавку, Мордовцев в числе первых бросался к нему, нарочно устраивая свалку, стараясь получить удар, от которого он падал на землю и, лёжа, быстро и незаметно обшаривал днища бачков. Дважды он проделывал это, но безуспешно, и только на третий раз ему удалось нащупать какой-то шарик, прилепленный к дну бачка. Он отколупнул его и быстро сунул в рот. Но хотя блоковой не видел этого, он всё же взял на заметку пленного, который так настойчиво лез за добавкой. Товарищи видели, как он записал номер Геннадия Мордовцева, когда тот побежал к строю. Это означало, что лётчик будет в ближайшие дни уничтожен.

Когда вечером узников загнали в барак, Геннадий Мордовцев передал Власову и Исупову этот шарик, внутри  которого находился маленький листок папиросной бумаги с планом окрестностей лагеря. Но в тот же вечер, когда Мордовцев был  вблизи канализационного колодца, блоковой, незаметно подкравшись к нему, одним ударом сбросил его  туда, вниз.  Так погиб этот смелый лётчик, ценой  своей жизни добывший своим товарищам возможность осуществить их дерзкое предприятие.